# 桐梓站
桐梓站，位于中华人民共和国贵州省遵义市桐梓县娄山关街道，是川黔铁路上的火车站，建于1965年，由成都铁路局管辖。

## 車站周邊
- 桐梓协和医院
- 中国工商银行桐梓支行
- 正华大酒店
- 遵义医药高等专科学校附属医院桐梓分院
- 桐梓妇产医院
- 嘉士顿酒店
- 骏豪酒店
- 金瓯酒店
- 桐城嘉园酒店
- 桐梓县人力资源和社会保障局
- 桐梓县经济贸易局